# Log v Bohinju
Log v Bohinju – wieś w Słowenii, w gminie Bohinj. W 2018 roku liczyła 12 mieszkańców.